# Джак Лемън
Джак Лемън (на английски: Jack Lemmon) е американски актьор, участвал във филми като Някои го предпочитат горещо (1959), Апартаментът (1960), Стари приятели (1968), Сърдити старчета (1995) и Легенда за Багър Ванс (2000).

## Биография
Баща му е президент на фирма за понички. Следва в Харвард, където е член на Клуба по драматични изкуства. Служи във флота, а после работи като пианист.
Дебютът му в киното е през 1954, когато играе с Джуди Холидей в Phffft!. На следващата година печели Оскар за най-добра второстепенна мъжка роля в Mister Roberts (1955). Има 6 номинации за Оскар: за Някои го предпочитат горещо (1959), Апартаментът (1960), Days of Wine and Roses (1962), Китайски синдром (1979), Tribute (1980) и Missing (1982). Има Оскар за най-добра главна мъжка роля за Save the Tiger (1973) и наградата на кинофестивала в Кан за най-добър актьор за Китайски синдром и Missing.
Дебютът му като режисьор е през 1971 с филма Kotch.
През 1988 получава награда за цялостен принос от Американския филмов институт.
Един от най-обичаните актьори в Холивуд, Лемън работи заедно с режисьора Били Уайлдър в няколко филма, сред които Някои го предпочитат горещо и Апартаментът.
Умира на 27 юни 2001 г. в Лос Анджелис от рак.

## Избрана филмография
| Година | Филм                        | Оригинално заглавие        | Роля                   | Режисьор       |
| ------ | --------------------------- | -------------------------- | ---------------------- | -------------- |
| 1958   | Каубой                      | Cowboy                     | Франк Харис            | Делмар Дейвс   |
| 1959   | Някои го предпочитат горещо | Some Like It Hot           | Джери/Дафни            | Били Уайлдър   |
| 1960   | Апартаментът                | The Apartment              | С.С. Бакстър           | Били Уайлдър   |
| 1972   | Аванти!                     | Avanti!                    | Уендъл Армбръстър      | Били Уайлдър   |
| 1974   | Първата страница            | The Front Page             | Хилди Джонсон          | Били Уайлдър   |
| 1979   | Китайски синдром            | The China Syndrome         | Хилди Джонсон          | Джеймс Бриджис |
| 2000   | Легенда за Багър Ванс       | The Legend of Bagger Vance | Харди Грийвз като стар | Робърт Редфорд |